# Cmentarz Tryszyński
Cmentarz Tryszyński (biał. Трышынскія могілкі, ros. Кладбище Тришинское) – jedna z najstarszych nekropolii Brześcia nad Bugiem położona przy ul. Moskiewskiej na terenie dawnej osady Tryszyn. Zajmuje powierzchnię 5,7 ha. 
Cmentarz powstał przed 1900 r. Chowano na nim zarówno brzeskich prawosławnych, jak i przedstawicieli innych wyznań. Do lat 1960-ch na cmentarzu istniała drewniana cerkiew prawosławna. Nekropolię zamknięto dla pochówków w 1969. Na Tryszynie zostało pochowanych wiele wybitnych postaci związanych z Brześciem, po wojnie chowano na nim osoby zasłużone dla ZSRR, m.in. ofiary wojny obronnej z 1941, poetę białoruskiego Mikołę Zasima czy pisarza ukraińskiego A.P. Storożenkę. 